# Telescópio Argunov-Cassegrain

Caminho da luz em um telescópio Argunov-Cassegrain

O telescópio Argunov-Cassegrain é um projeto de telescópio catadióptrico introduzido pela primeira vez em 1972 por PP Argunov. Todas as ópticas são esféricas, e o clássico espelho secundário Cassegrain é substituído por um grupo corretor secundário de subabertura composto por três elementos espaçados no ar, duas lentes e um espelho Mangin (o elemento mais distante do espelho primário).

## Discussão
Os sistemas Argunov empregam apenas superfícies esféricas e evitam as dificuldades práticas de fazer e testar esferas . No entanto, esse benefício é marginal, pois é quase tão difícil fazer uma verdadeira esfera livre de zona com raio de curvatura preciso quanto fazer uma superfície asférica com precisão comparável. Além disso, como várias superfícies estão envolvidas, a criação de um projeto com boa correção de aberrações pode se tornar muito complicada.